# 小行星7668
小行星7668（英語：7668 Mizunotakao）是一颗围绕太阳公转的小行星。1995年1月31日，小林隆男在大泉町发现了此天体。
这颗小行星的绝对星等为76.08215863988357等。